# Mytilus galloprovincialis
Mytilus galloprovincialis, denumită uneori scoica mediteraneană, este cea mai comună specie de bivalve din zonele infralitorale stâncoase ale Mării Negre. Este foarte consumată și a fost cultivată din timpuri vechi. Este o specie importantă pentru industria pescuitului, fiind folosită ca momeală.

## Habitat
Poate fi întâlnită pe arii extinse mai jos de zona de spălare a valurilor, dar și la adâncimi de 30–40 m, până la 55 metri, pe funduri sedimentare agățată de alte scoici sau obiecte solide cu ajutorul unor fire subțiri numite bissus.  Se hrănește cu plancton filtrat din apa de mare și resturi organice.

## Descriere
Cochilia este mare, relativ subțire, foarte rezistentă, ascuțită. Scoica are formă sfenoidă, cu lungimea de 60–80 mm, lățime 40 mm și grosime 35 mm. Suprafața cochiliei este aproape netedă, marcată de striurile de creștere. 
Culoarea este neagră, albastră sau galben-brun cu linii radiare de culoare închisă, în interior este alb sidefie. Animalul este galben, cu piciorul puternic, în formă de limbă, colorat brun-violet. Valvele pot ajunge la 7–9 cm și au culoarea neagră-albăstruie sau brună.

## Producție
- Producție (UE-2007) – 306.934 t (2007).
- Valoare (UE-2007) – 86.265.000 € (2006).

Principalele țări producătoare: Spania, Italia.